# Who We Are (canción de Imagine Dragons)
«Who We Are» (en español: «Quiénes Somos») es una canción de la banda estadounidense de rock alternativo Imagine Dragons, compuesta y grabada originalmente para la banda sonora de la película de ciencia ficción Los Juegos del Hambre: En Llamas. De igual forma, aparece como la vigésima primer y última pista en la versión «Deluxe» del segundo álbum de estudio de la agrupación, «Smoke + Mirrors». Fue escrita por los intérpretes, el productor Alex Da Kid y el compositor Josh Mosser.

## Composición
La letra de la canción alude al Distrito 12, una región del país ficticio de Panem en el universo de Los juegos del hambre, sin perjuicio de la industria minera de la nación, y narra los sentimientos de los rebeldes en el Distrito 12 en el inicio de la rebelión hacia el final de En Llamas. Además, la canción hace varias referencias aparentes a los juegos del hambre, especialmente los eventos de captura de fuego, incluyendo el ático, donde los protagonistas de la novela se reúnen durante la rebelión del Distrito 11 y “la vista desde aquí arriba”, que hace referencia a la estrategia de Katniss Everdeen para trepar a los árboles para tener una mejor vista de la arena durante los mismos juegos del hambre.

## Lista de canciones
| The Hunger Games: Catching Fire (Original Motion Picture Soundtrack) |              |                 |          |  |
| N.º                                                                  | Título       | Artista(s)      | Duración |  |
| 7.                                                                   | «Who We Are» | Imagine Dragons | 4:09     |  |

## Créditos
Adaptado del booklet de «The Hunger Games: Catching Fire (Original Motion Picture Soundtrack)».
Who We Are
- Interpretado por Imagine Dragons.
- Escrito por Alex Da Kid para KIDinaKORNER, Imagine Dragons y Josh Mosser para KIDinaKORNER.
- Producido por Alex Da Kid para KIDinaKORNER.
- Publicado por KIDinaKORNER / Universal, Songs of Universal, Inc. (BMI) o/b/o Alexander Grant, Songs of Universal, Inc./Songs for KIDinaKORNER/Imagine Dragons Publishing (BMI) y JMosser Music (BMI).
- Grabado por Josh Mosser para KIDinaKORNER.
- Mezclado por Manny Marroquin en “Larrabee Studios”.
- Asistentes de Mezcla: Chris Galland y Delbert Bowers.
- Masterizado por Brian "Big Bass" Gardner en “Bernie Grundman's Mastering”.

Imagine Dragons aparece por cortesía de KIDinaKORNER/Interscope Records, a Division of UMG Recordings, Inc.
℗ 2013 KIDinaKORNER/Interscope Records
Imagine Dragons:
- Dan Reynolds: Voz.
- Wayne Sermon: Guitarra.
- Ben McKee: Bajo.
- Daniel Platzman: Batería.

## Listas
| Lista (2013)                         | Mejor posición |
| ------------------------------------ | -------------- |
| Canadá (Canadian Hot 100)            | 89             |
| UK Singles (Official Charts Company) | 194            |
| US Rock Songs (Billboard)            | 22             |